# The Definitive Collection (Olivia Newton-John-album)
A The Definitive Collection Olivia Newton-John  2002-ben Európában megjelent válogatás CD lemeze, mely Olivia 1971 és 1992 közötti időszakának sikereit tartalmazza. Az album Japánban Best of Olivia Newton-John címmel és némileg eltérő összeállításban jelent meg.

## Az album ismertetése
A The Definitive Collection először Franciaországban jelent meg 2002 júniusában. Az album főként Olivia 1971 és 1981 közötti legnagyobb  európai sikereit tartalmazza, kivétel az 1992-es I Need Love és a Grease Megamix. Az album borítója megegyezik Olvia 1978-as első hivatalos Greatest Hits lemezének borítójával. Az album egy hónappal később Chilében és Dél-Koreában, egy évvel később, 2003. március 19-én Japánban is megjelent, ott Best of Olivia Newton-John címmel és némileg megváltoztatott összetétellel. Újabb egy év elteltével, 2004 októberében az Egyesült Királyságban is kiadták, ahol a 11. helyezésig jutott az albumok listáján.

## Az album dalai
- You're the One That I Want (with John Travolta)
- Xanadu (with ELO)
- Magic
- Sam
- I Honestly Love You
- Hopelessly Devoted To You
- Suddenly (with Cliff Richard)
- I Need Love
- A Little More Love
- Summer Nights (with John Travolta)
- Physical
- What Is Life?
- Heart Attack
- Landslide
- Make a Move On Me
- Have You Never Been Mellow
- Deeper Than The Night
- Banks of the Ohio
- Take Me Home Country Roads
- Long Live Love
- If Not For You
- The Grease Megamix (bonus track)

## Az album dalai, japán kiadás
- Have You Never Been Mellow
- Xanadu (with ELO)
- Physical
- I Honestly Love You
- Jolene
- Magic
- You're The One That I Want (with John Travolta)
- Twist Of Fate
- Sam
- Take Me Home Country Roads
- Making A Good Things Better
- If Not For You
- Hopelessly Devoted To You
- Suddenly (with Cliff Richard)
- Don't Stop Believin'
- I Need Love
- Summer Nights (with John Travolta)
- Come On Over
- Let Me Be There
- Heart Attack
- Soul Kiss
- Grease Mega-Mix.

## Kiadások
- Európa:  Universal 585 279-2
- Dél-Korea: Universal DC8371
- Japán: Universal UICY-1164
- Chile: Universal
- UK: Universal 5842792